# Chiesa dei Santi Zeno e Rocco
La chiesa dei Santi Zeno e Rocco è la parrocchiale di Mazzano, in provincia e diocesi di Brescia; fa parte della zona pastorale di Rezzato.

## Storia
Originariamente la comunità di Mazzano faceva capo alla chiesa di San Zenone, sorta forse nell'XI-XII secolo e filiale della pieve di Nuvolento; questo luogo di culto è menzionato nel 1410 e nel Catalogo queriniano del 1532.

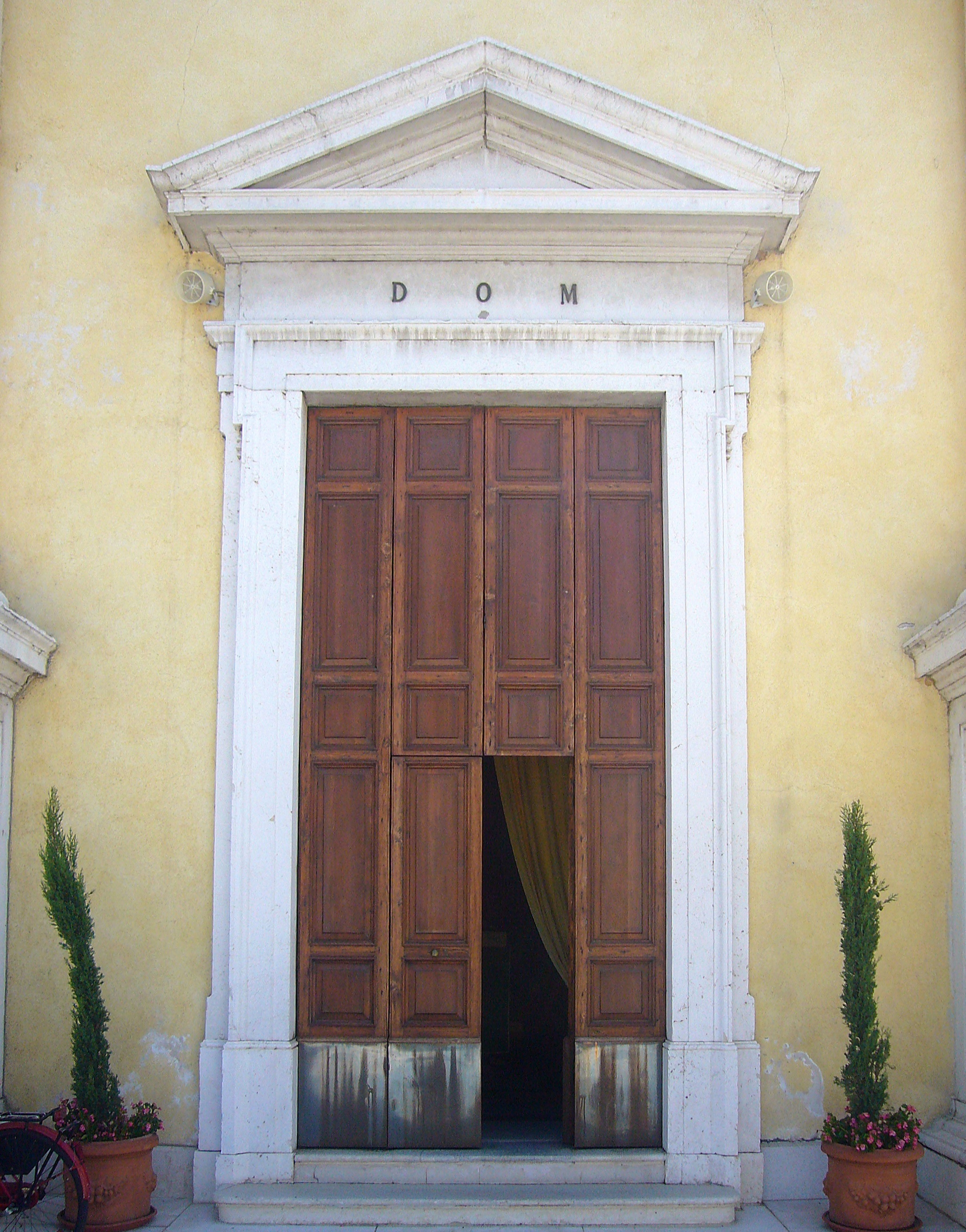
Il portale d'ingresso

Nel 1580 l'arcivescovo di Milano Carlo Borromeo, vista la lontananza della chiesa dal centro abitato, fece spostare la parrocchialità presso l'oratorio di San Rocco in paese, che venne dotato negli anni successivi del campanile, eretto tra il 1590 e il 1594.
Tra il 1616 e il 1621 la chiesa venne riedificata; il battistero fu decorato nel 1623, mentre nel 1628 si procedette alla realizzazione del portale d'ingresso.
Dalla relazione della visita pastorale del 1702 del vescovo Marco Dolfin s'apprende che a servizio della parrocchia vi erano il parroco e altri sei sacerdoti, che i fedeli ammontavano a 743 e che la parrocchiale, in cui erano collocati tre altari e avevano sede le scuole del Santissimo Rosario e del Santissimo Sacramento, aveva alle proprie dipendenze gli oratori di Sant'Antonio di Padova, di Santa Maria Maddalena e di San Girolamo.

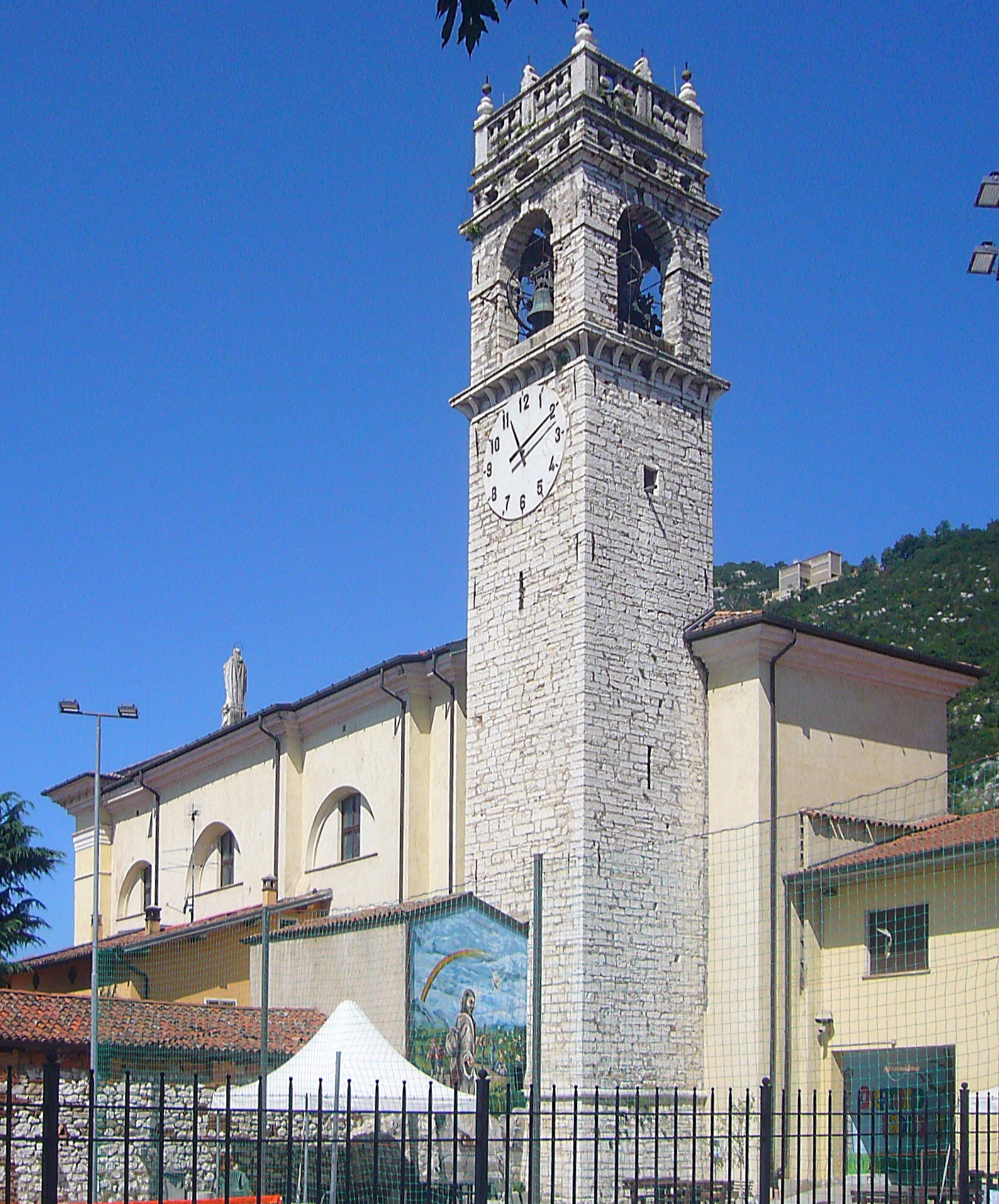
La chiesa e il campanile visti dal parco retrostante

Nel 1754 iniziarono i lavori di ricostruzione della parrocchiale; il disegno venne realizzato dall'architetto Giovanni Battista Marchetti, anche se, a causa della sua progressiva cecità, l'opera fu poi seguito dal figlio Antonio.
La chiesa venne restaurata nel 1867 e decorata dal pittore Giovanni Verenini; la consacrazione fu poi impartita il 27 agosto 1920 dal vescovo Giacinto Gaggia.
Negli anni settanta la parrocchiale venne adeguata alle nuove norme mediante l'aggiunta dell'altare rivolto verso l'assemblea.
Il 14 aprile 1989, secondo quanto stabilito dal Direttorio diocesano per le zone pastorali, la chiesa entrò a far parte della neo-costituita zona pastorale di Rezzato; nel 2001 fu condotto un intervento di restauro della chiesa.

## Descrizione

### Esterno
La simmetrica facciata a capanna della chiesa, rivolta a sudovest e scandita da quattro semicolonne con capitelli corinzi sorreggenti il timpano triangolare dentellato, presenta centralmente il portale d'ingresso, sormontato da un frontoncino, e una finestra.

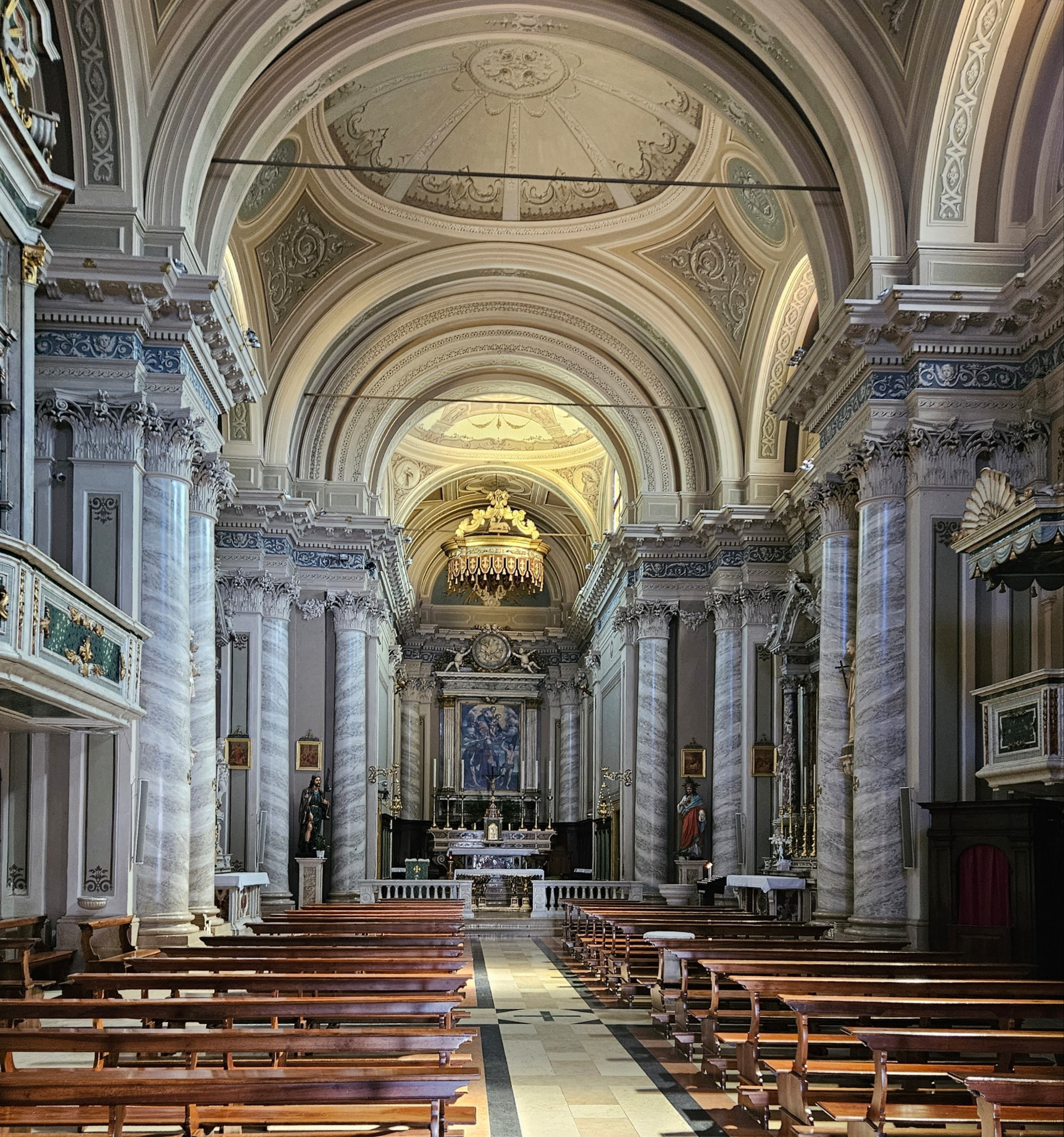
L'interno

Annesso alla parrocchiale si erge il campanile in pietra a base quadrata, la cui cella presenta su ogni lato una monofora ed è coronata da una balaustra.

### Interno
L'interno dell'edificio si compone di un'unica navata, sulla quale si affacciano le cappelle laterali introdotte da archi a tutto sesto e le cui pareti sono scandite da lesene e semicolonne sorreggenti la trabeazione modanata e aggettante sopra la quale si imposta la volta a padiglione; al termine dell'aula si sviluppa il presbiterio, rialzato di alcuni gradini e chiuso dalla parte di fondo piatta.
Qui sono conservate diverse opere di pregio, tra le quali la pala raffigurante la Madonna in gloria fra i Santi Zenone, Sebastiano e Rocco, firmata dal Moretto, l'organo, costruito da Prospero Foglia, e l'altare della Madonna del Rosario, realizzato da Lorenzo Cimbinelli.